# 北ドヴィナ川

北ドヴィナ川の地図

北ドヴィナ川（きたドヴィナがわ、ロシア語:Северная Двина; Northern Dvina）は、ヨーロッパ・ロシア北部を流れる川である。
ヴォログダ州ヴェリキイ・ウスチュグ市付近でスホナ川とユグ川が合流する地点に発し、アルハンゲリスク州に入り、白海のドヴィナ湾に注ぐ。河口では約900 km2の三角州を形成する。
全域が航行可能で、とくに木材の運搬が盛んである。北ドヴィナ運河によってヴォルガ・バルト水路と接続している。

## 流域の都市
- ヴェリキイ・ウスチュグ
- コトラス
- ノヴォドヴィンスク
- アルハンゲリスク
- セヴェロドヴィンスク

## 支流
下流より記載
- ピネガ川
- ヴァガ川
- ヴィチェグダ川
- スホナ川
- ユグ川